# Фільтрат промивальної рідини
Фільтрат промивальної рідини — у свердловинних технологіях — рідка фаза промивальної рідини, яка відфільтровується в пласт-колектор (фільтром є колектор з малим діаметром пор і глиниста кірка на стінках свердловини) внаслідок різниці гідростатичного тиску стовпа рідини в свердловині і пластового тиску.